# Аллен Келлі
Аллен Келлі (англ. Allen Kelley, 24 грудня 1932 — 13 серпня 2016) — американський баскетболіст.
Олімпійський чемпіон 1960 року.
Чемпіон світу 1954 року.